# Ullim
Ullim (울림) là một dòng máy tính bảng chạy hệ điều hành Android được Công ty Tin học Bình Nhưỡng bán ở Bắc Triều Tiên từ năm 2014.

## Lịch sử
Máy tính bảng Ullim được ra mắt lần đầu tiên vào năm 2014, chạy phiên bản Android sửa đổi. Trong số các ứng dụng trên đó, có một vài trò chơi và một ứng dụng nấu ăn. Nó rất phổ biến ở Bắc Triều Tiên trong giới trẻ.